# Adam von Bülow
Adam Dietrich von Bülow (Mørup, Dinamarca, 1 de marzo de 1840 - São Paulo, 22 de mayo de 1923) fue un empresario brasileño, accionista de la Compañía Antártica Paulista, que fue uno de los hitos en la modernización de Brasil.

## Orígenes
Nace en la finca señorial de Mørup el 1 de marzo de 1840 hijo de Engelke Theodor von Bülow y Nikoline Marianne Elisabeth Holm.
Se casó en 23 de abril de 1879 en Copenhague con Anna Luise Ottilie Schaumann, hija del farmacéutico Gustav Schaumann.
Fue miembro fundador de la Associação Comercial dos Santistas, fundada el 27 de septiembre de 1874. También fue Vicecónsul Dinamarca en Santos y posteriormente en São Paulo entre 1875 - 1922.
Fundó la empresa de importaciones y exportaciones «Zerrener, Bülow & Co.» en colaboración con João Carlos Antônio Frederico Zerrenner, con sede en el edificio Duplo do Valongo en la ciudad de Santos, por debajo de la sala del Consejo de la Ciudad. La compañía se consolidó en el negocio de exportación de café y también facilitó la importación del lúpulo, cebada y equipos para la cervecera Compañía Antártica Paulista, que enfrentaba dificultades financieras.
En 1893, posicionado como principal acreedor, «Zerrener, Bülow & Co.» se hizo cargo del control accionario en la Antarctica. La compañía comenzó a mejorar en 1899 a través de la adquisición de la fábrica de cerveza Bavaria y la construcción de nuevas fábricas, Antarctica se convirtió en una de las empresas cerveceras más grandes de Brasil.
En 1923 Adam von Bülow muere dejando 5 hijos como herederos, dos de los cuales venden sus acciones de la compañía a Zerrener convirtiéndolo en accionista mayoritario. El hijo mayor Carl Adolph von Bülow ahora representó a la familia de Von Bülow en la dirección de la empresa. Después de la muerte de Carl Adolph von Bülow en 1942 siguió una larga lucha por el control de la empresa, su hermana Andrea von Bülow que tenía acciones de la compañía nombra a su esposo Luis Morgan Snell como presidente del grupo hasta 1952. 

## Legado
Durante 1895 Adam von Bülow construye, proyecto del arquitecto Augusto Fried, el primero de los palacios de la Avenida Paulista, que junto con los palacios de la Familia Matarazzo y de su cuñado Henrique Schauman, construidos un año más tarde, y muchos otros que siguieron, hicieron de la avenida símbolo de la ciudad de São Paulo.
Desde la torre de la casa de Von Bülow se tomaron las famosas fotografías de Guilherme Gaensly, en la dirección a Rua da Consolação y Paraíso.
La residencia fue un icono de la arquitectura de la Avenida Paulista antes de ser derribada para dar paso al edificio Paulicéia construido en 1955.